# یسری نصرالله
یسری نصرالله (عربی: يسرى نصرالله؛ زادهٔ ۱ ژانویهٔ ۱۹۵۲) کارگردان فیلم و فیلم‌نامه‌نویس اهل مصر است. فیلم  بعد از جنگ، که او در سال ۲۰۱۳ کارگردانی کرد برای کسب نخل طلا در جشنواره فیلم کن ۲۰۱۲ رقابت کرد.

## زندگی‌نامه
نصراالله در یک خانواده مسیحیان قبطی در قاهره بدنیا آمد. وی فارغ التحصیل اقتصاد و علوم سیاسی در دانشگاه قاهره است. وی از سال 1978 تا 1982 به عنوان منتقد فیلم و دستیار کارگردانی در بیروت کار کرد. او دستیار یوسف شاهین شد. آثار نصراالله به مضامین چپ‌گرایی ، بنیادگرایی اسلامی و مهاجرت پرداخته است.